# Burg Stein (Rheinfelden)

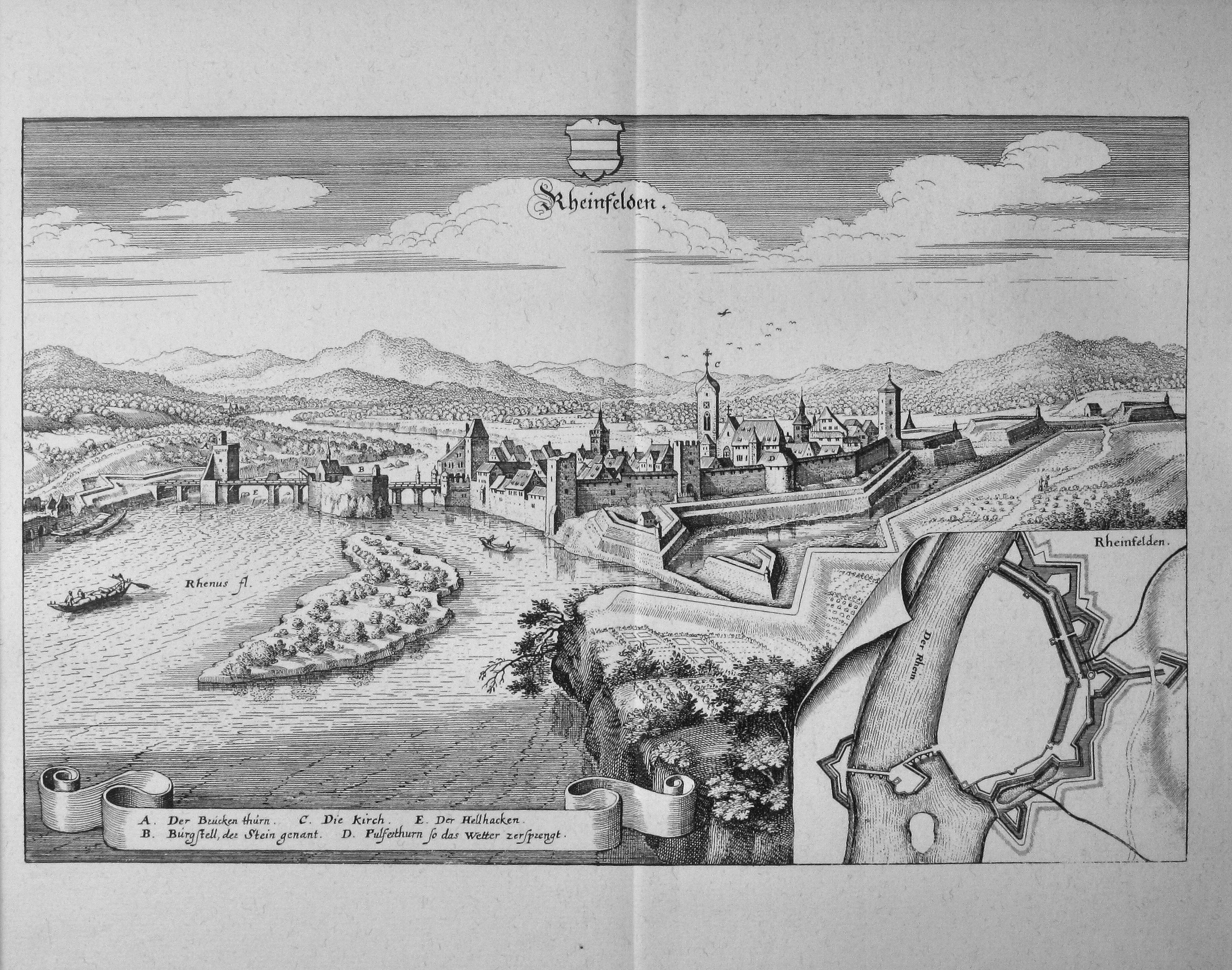
Rheinfelden in der Topographia Alsatiae von Matthäus Merian

Die Burg Stein, auch Stein zu Rheinfelden genannt, ist eine abgegangene Inselburg in der Schweizer Stadt Rheinfelden im Kanton Aargau. Die Burg befand sich auf dem «Inseli», einer der Stadt vorgelagerten Insel im Hochrhein. Sie bildete einen Teil der Stadtbefestigung von Rheinfelden.

## Situation
Die Burg auf der Rheininsel bei Rheinfelden wurde als «Stein» bezeichnet und findet sich unter diesem Namen in diversen Urkunden. Sie war ein strategisch wichtiger Punkt und galt jahrhundertelang als uneinnehmbar. Die Felskuppe des «Steins», auf dem sich die Burg erhob, bildet eine Insel im Rhein und ragt fünf bis sechs Meter steil über das Flussniveau hinaus. Durch die Felsbarriere ist das Flussbett deutlich eingeengt, und es weist neben der Insel eine schluchtartige Vertiefung auf, das so genannte St.-Anna-Loch. Wegen der daher an dieser Stelle erhöhten Fliessgeschwindigkeit und Verwirbelungen des Rheins konnten Schiffe oberhalb der Burg nicht anlegen.
Heute fliesst der Rhein bei Rheinfelden weniger schnell, denn Flusskraftwerke stauen das Wasser: rheinabwärts die Staustufe Augst/Wyhlen und rheinaufwärts das Wasserkraftwerk Rheinfelden.
Unterhalb des aus Muschelkalk bestehenden und mit Bäumen bewachsenen Felsens bildet sich durch angeschwemmten Kies eine langgezogene Kiesbank. Diese könnte einst Angreifern die Möglichkeit geboten haben, sich der Burg anzunähern. Die Schwachstelle wurde bei der Erbauung der Burg wohl bedacht, man errichtete dort einen mächtigen Turm mit Mauern aus über vier Meter dicken Steinquadern. Näheres über die Bauart dieses Turms ist nicht bekannt.
An ihrer Nordseite bildet die Insel einen Auflagepunkt der leicht abgewinkelten Alten Rheinbrücke.

## Geschichte

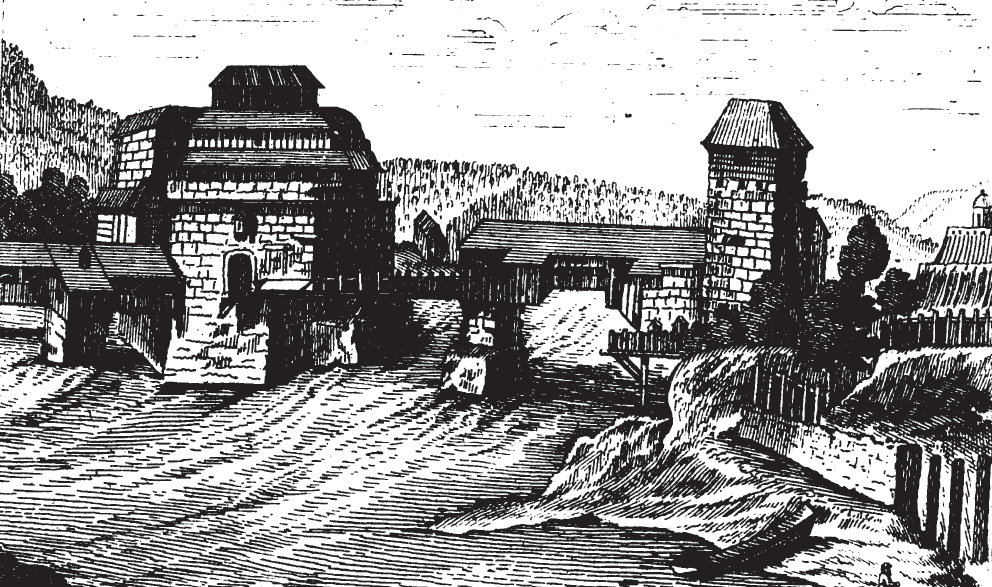
Burg Stein nach einem Stich aus Genealogiae diplomatica Augusta Gentis Habsburgicae bei Marquard Herrgott

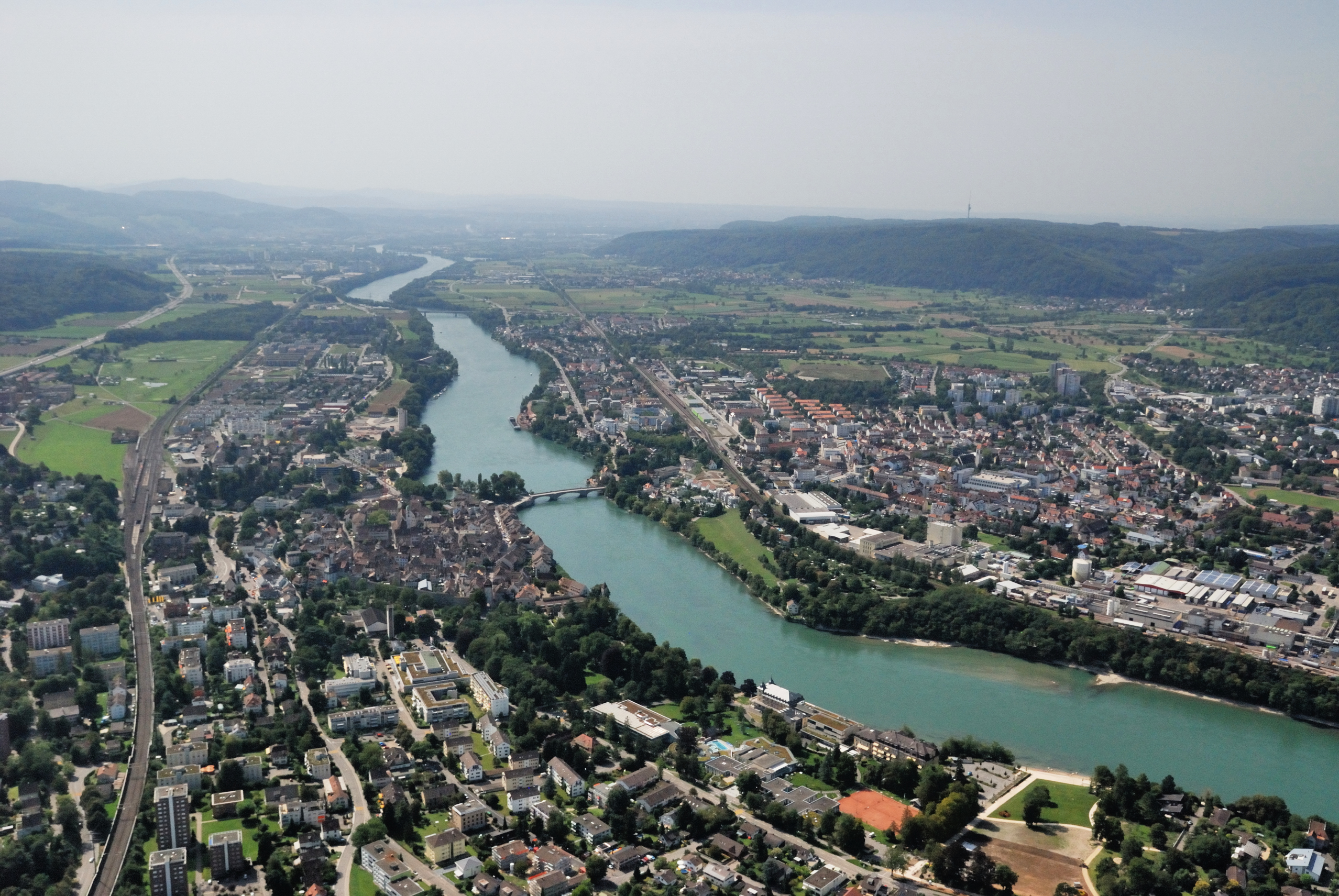
Überblick stromabwärts auf beide Rheinfelden mit dem Rhein, in der Bildmitte (links des Rheins) das Inseli mit dem Stein und der Rheinbrücke

Im 10. Jahrhundert bildete der Augstgau, das Gebiet im spitzen Winkel zwischen Rhein und Aare, den nordöstlichsten Zipfel des Königreichs Burgund. Um diese Zeit liess sich im Bereich der späteren Stadt Rheinfelden ein Adelsgeschlecht nieder, das verwandtschaftliche Beziehungen sowohl zum burgundischen Königshaus als auch zu den Saliern hatte. Es besass Güter beidseits des Rheins, durch den damals die Grenze zwischen dem Burgunderreich und dem Heiligen Römischen Reich verlief. Rudolf III., der letzte Burgunderkönig, übergab im Jahr 1006 den Augstgau als Geschenk an Heinrich II., den späteren römisch-deutschen Kaiser. Die rückschliessend so benannten Grafen von Rheinfelden übernahmen in dieser Zeit des politischen Umbruchs eine wichtige Vermittlerrolle und erlangten dadurch grossen Einfluss. Bedeutendster Vertreter war Rudolf von Rheinfelden, der ab 1057 als Herzog von Schwaben regierte und 1077 zum Gegenkönig gewählt wurde, jedoch drei Jahre später in der Schlacht bei Hohenmölsen umkam.
Auf dem Inseli, das zu ihrem Eigengut gehörte, errichteten die Grafen von Rheinfelden im 10. Jahrhundert die Burg Stein. Zur landseitigen Sicherung der Inselburg entstand zusätzlich auf einer Felsterrasse am Südufer die «alte Burg». Diese befand sich im westlichen Teil der späteren Altstadt – vermutlich an der Stelle, an der heute der Schönauerhof und das Hugenfeldschulhaus stehen. Ein archäologischer Nachweis für den genauen Standort konnte bisher jedoch nicht erbracht werden. Unter den Zähringern, die das Erbe der Grafen von Rheinfelden antraten, entwickelte sich um die «alte Burg» ein Marktflecken und später die Stadt. Zwischen beiden Rheinufern und zum Inseli verkehrte eine Fähre. Die erste Rheinbrücke dürfte in der zweiten Hälfte des 12. Jahrhunderts entstanden sein. Sie war zum einen durch die Burg gesichert, zum anderen durch einen zusätzlichen Turm, den heute nicht mehr existierenden «Böckersturm». Somit war die Brücke optimal gegen Angreifer geschützt.
Mit dem Tod Bertholds V. starben die Zähringer 1218 aus und Kaiser Friedrich II. aus dem Haus der Staufer sicherte umgehend die Burg Stein für das Reich. Im selben Jahr wurde Rheinfelden eine Reichsstadt, die nicht zu der von der Burg aus verwalteten Grafschaft Rheinfelden gehörte. Papst Innozenz IV. exkommunizierte 1251 Friedrichs Sohn Konrad IV. Am 28. Juli 1252 gestattete er Bischof Berthold von Pfirt, die Burg (Castrum Rinvelden in medio Reni situm) zugunsten des Fürstbistums Basel in Besitz zu nehmen. Er begründete dies damit, dass Friedrich II. die Burg nicht für das Reich, sondern für sich und seine Nachkommen erworben habe. Während des Interregnums ab 1254 herrschten die Bischöfe auch über die Stadt. Der 1273 zum König gewählte Rudolf I. aus dem Haus Habsburg stellte die frühere rechtliche Situation wieder her. Die Burg Stein war mehrere Jahrzehnte Hauptwohnsitz der Habsburger und Aufbewahrungsort der Reichskleinodien; 1283 erliess Rudolf dort die Rheinfelder Hausordnung.
Mit dem Amt des Burggrafen wurden in der Folge verschiedene Adelige der näheren und weiteren Umgebung betraut, beispielsweise aus den Geschlechtern Baldegg und Rötteln. Der in Geldnot geratene Herzog Friedrich IV. («mit der leeren Tasche») verpfändete 1405 die Burg an Jakob Zibol, einen reichen Basler Bürger. Die Rheinfelder befürchteten eine militärische Besetzung durch Basel und erklärten im Oktober 1409 Jahre eine Fehde. Sie schlugen einen Basler Angriff zurück und hielten die Burg bis zum Friedensschluss im Jahr 1412 besetzt. 1418 fasste König Sigismund Stadt und Burg zu einer Herrschaft zusammen, die 1439 wieder habsburgischer Besitz wurde. Während des Alten Zürichkriegs war Rheinfelden mit Basel gegen die Habsburger verbündet. Ab August 1445 belagerten Basler Truppen zusammen mit Bernern und Solothurnern die Burg. Nach vier Wochen ergab sich die habsburgische Besatzung, die Burg wurde daraufhin geplündert und im Februar 1446 mit Ausnahme eines Brückenturms und der Kapelle geschleift. Nach dem Waldshuterkrieg verpfändeten die Habsburger ganz Vorderösterreich an das Herzogtum Burgund. Die neuen Besitzer erwogen 1471 den Wiederaufbau der Burg, wofür sie Kosten von 3.000 Gulden veranschlagten; aufgrund der Burgunderkriege kam es jedoch nie dazu.
Während des Holländischen Kriegs waren auf dem Inseli Kanonen platziert, die 1678 bei der Abwehr eines französischen Heeres zum Einsatz kamen. Die österreichische Regierung beschloss 1684, dort zur Verstärkung der Verteidigungsanlagen eine Artilleriefestung zu errichten. Diese entstand bis 1692 nach Plänen des Innsbrucker Hofbaumeisters Johann Martin Gumpp der Jüngere; ausführender Baumeister war Oberst Nicola Bertagnoni. Die kastellartige Festung, bei deren Bau die alte Kapelle abgerissen wurde, überragte alle Dächer der Stadt und bedeckte die gesamte Insel. 1694 versah man die Festung mit Blockhäusern, 1715 verstärkte man sie mit zwölf Grundpfeilern. Als im September 1744, während des Österreichischen Erbfolgekriegs, ein französisches Heer unter Marschall Belle-Isle vor den Toren der Stadt stand, zog sich die österreichische Besatzung auf die Inselfestung zurück und kapitulierte nach wenigen Tagen Belagerung. Am 18. Dezember 1744 sprengten die Franzosen die Festung, ebenso den Böckersturm und andere Festungswerke.
1843 wurden die letzten Trümmer des Kastells weggeräumt. Von der Burganlage ist heute praktisch nichts mehr zu sehen. Lediglich ein kleiner, von Pflanzen überwucherter Rest der ehemaligen Stützmauer am südöstlichen Teil der Insel kann der alten Wehranlage zugeschrieben werden. Anstelle der Burg wurde um 1900 eine Parkanlage auf dem Inseli angelegt.

## Literarische Nachwirkung
In Friedrich Schillers Drama Wilhelm Tell (zweiter Aufzug, zweite Szene) ist mit «… zu Rheinfeld an des Kaisers Pfalz» die Burg Stein gemeint.